# Petrus Hansson Wasenius
Petrus Hansson Wasenius, född 26 maj 1723 i Haverö, Medelpad, död 18 september 1803 i Torp, var en svensk präst och författare. 
Wasenius blev student 1745 i Uppsala, filosofie magister och prästvigd 1755. Han arbetade därefter ett decennium som präst i Riddarholmens och Bromma församlingar, dit han kallats av dessa församlingars kyrkoherde, teologie doktor Abraham Pettersson, under vars homiletiska och pastorala ledning han utbildades till predikant och själasörjare. Utnämnd till kyrkoherde i Torp, Härnösands stift, blev han 1764 och kontraktsprost 1778.